# Duttaphrynus olivaceus
Duttaphrynus olivaceus es una especie de anfibio anuro de la familia Bufonidae.

## Distribución geográfica
Esta especie habita hasta los 700 m de altitud:
- en el sureste de Irán, en las provincias de Seistan-o-Balushestan y Kerman;
- en Pakistán en la provincia de Baluchistán occidental.[4]

No se encuentra en Afganistán o India.

## Descripción
Los machos miden de 56.2 a 67.0 mm y las hembras de 53.2 a 64.6 mm.

## Publicación original
- Blanford, 1874 : Descriptions of new Reptilia and Amphibia from Persia and Baluchistán. Annals and magazine of natural history, ser. 4, vol. 14, p. 31-35[5]